# NGC 2080
NGC 2080 (другое обозначение — ESO 57-EN12, N160A) — эмиссионная туманность в созвездии Золотой Рыбы, расположенная в Большом Магеллановом Облаке. Открыта Джоном Гершелем в 1834 году. В туманности есть две ярких области, состоящих из кислорода и водорода: A1 и A2, звёзды в которых образовались в последние 10 тысяч лет. Область A1 подсвечивается одной яркой звездой, а область A2 — несколькими.
Этот объект входит в число перечисленных в оригинальной редакции «Нового общего каталога». Известно английское название туманности «Туманность Голова Призрака» (англ. Ghost Head Nebula).